# Valmorea
Valmorea är en kommun i provinsen Como i regionen Lombardiet i Italien. Kommunen hade 2 683 invånare (2018).